# Arrondissement del dipartimento del Puy-de-Dôme
Gli arrondissement del dipartimento del Puy-de-Dôme, nella regione francese dell'Alvernia-Rodano-Alpi, sono cinque: Ambert (capoluogo Ambert), Clermont-Ferrand (Clermont-Ferrand), Issoire (Issoire), Riom (Riom) e Thiers (Thiers).

## Composizione

I cinque arrondissement del dipartimento del Puy-de-Dôme nella regione Alvernia-Rodano-Alpi dal 2017

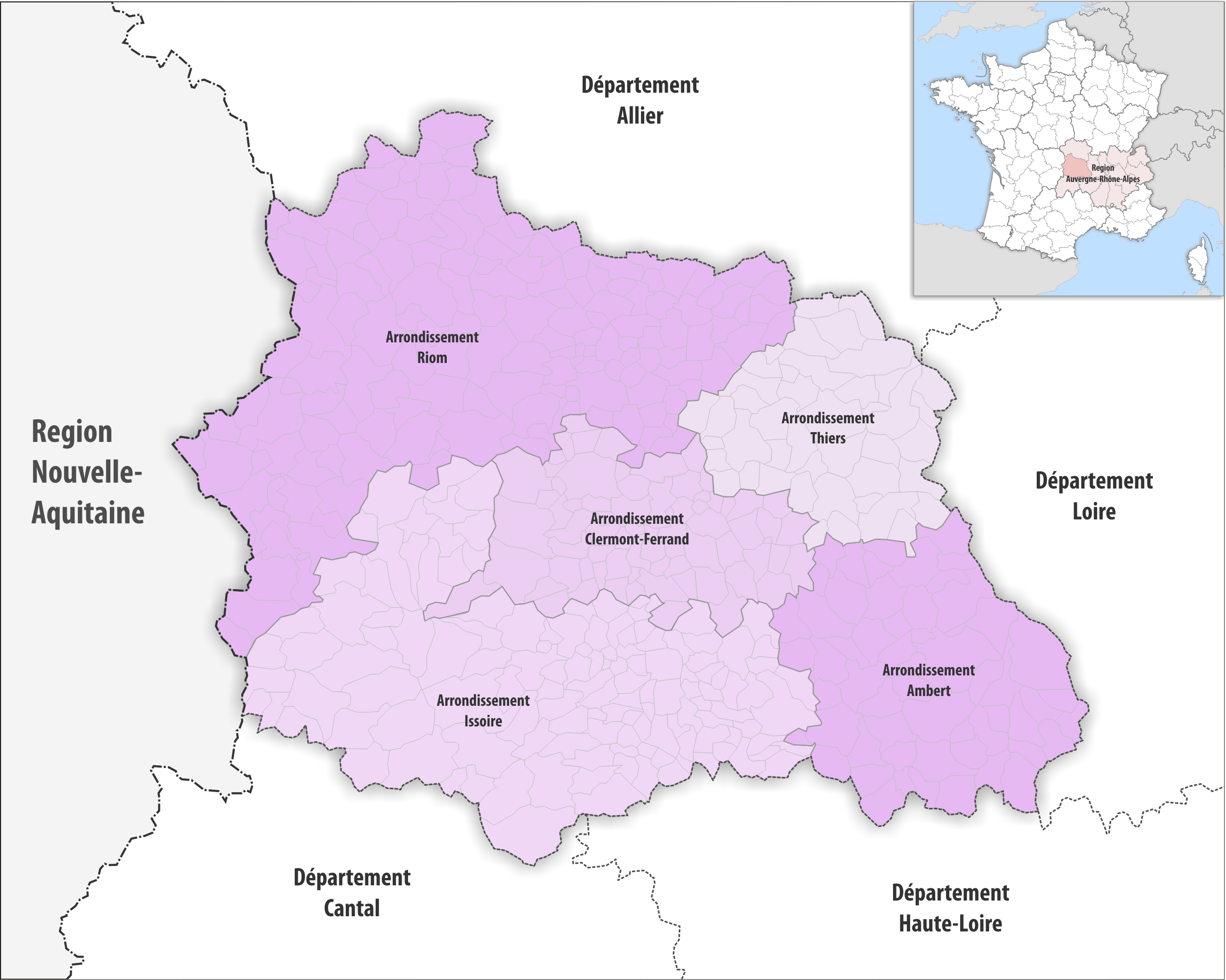
Mappa degli arrondissement del dipartimento del Puy-de-Dôme

| Nome                               | Codice INSEE | N° di comuni | Superficie km2 | Popolazione | Densità (abitanti/km2) |
| ---------------------------------- | ------------ | ------------ | -------------- | ----------- | ---------------------- |
| Arrondissement di Ambert           | 631          | 58           | 1 229,8        | 27 563      | 22                     |
| Arrondissement di Clermont-Ferrand | 632          | 73           | 912,6          | 360 554     | 395                    |
| Arrondissement di Issoire          | 633          | 134          | 2 268,5        | 78 588      | 35                     |
| Arrondissement di Riom             | 634          | 155          | 2 705,3        | 136 061     | 50                     |
| Arrondissement di Thiers           | 635          | 44           | 853,5          | 56 282      | 66                     |
| Dipartimento del Puy-de-Dôme       | 63           | 464          | 7 969,7        | 659 048     | 83                     |

## Storia
- 1790: istituzione del dipartimento del Puy-de-Dôme con otto distretti: Ambert, Besse, Billom, Clermont-Ferrand, Issoire, Montaigu, Riom e Thiers.
- 1800: istituzione degli arrondissement di Ambert, Clermont-Ferrand, Issoire, Riom e Thiers.
- 1926: l'arrondissement di Ambert è soppresso.[7][8]
- 1942: l'arrondissement di Ambert è ripristinato.
- 2017: con decreto prefettizio, quarantanove comuni cambiano arrondissement per adattarsi alla nuova suddivisione intercomunale:
  - tre comuni sono trasferiti dall'arrondissement di Clermont-Ferrand all'arrondissement di Ambert;
  - ventuno sono trasferiti dall'arrondissement di Clermont-Ferrand all'arrondissement di Issoire;
  - diciassette sono trasferiti dall'arrondissement di Clermont-Ferrand all'arrondissement di Riom;
  - quattro sono trasferiti dall'arrondissement di Clermont-Ferrand all'arrondissement di Thiers;
  - tre sono trasferiti dall'arrondissement di Thiers all'arrondissement di Riom;
  - uno è trasferito dall'arrondissement di Riom all'arrondissement di Clermont-Ferrand.[9]